# Edward Fokczyński
Edward Fokczyński est un fournisseur du bureau du chiffre polonais, directeur de la Société Radio AVA, mort au camp de concentration d'Oranienbourg-Sachsenhausen en 1944, pendant la Seconde Guerre mondiale.

## Biographie
Fokczyński est un autodidacte diplômé d'une école primaire de Pabianice. Jusqu'en 1913, il est compagnon serrurier. À  Łódź, il est embauché chez Knapik & Compagnie, entreprise de génie électrique.
En 1919, Fokczyński, engagé de l'armée de terre polonaise, sert dans un bataillon radio, puis à la 4e station sans-fil de campagne. Libéré en  1922, technicien dans une industrie de radiodiffusion à ses tout débuts, il est jugé capable, intelligent, doué en radio.
En 1927, Fokczyński ouvre un petit atelier radio d'une seule pièce, à Varsovie. Sporadiquement, il reçoit des commandes du Biuro Szyfrów; le capitaine Maksymilian Ciężki, chef du  BS-4 (Section allemande), connait Fokczyński depuis l'armée. En 1929–32, la boutique de la rue Nowy Świat à  Varsovie, à dix minutes de marche du palais de saxe (bâtiment de l'état-major général) devient la Société Radio AVA (Wytwórnia Radiotechniczna AVA). La société déménage en de nouveaux locaux du district de Mokotów.
AVA fabrique l'équipement radio commandé par le Biuro Szyfrów chargé des transmissions du service de renseignement (Oddział II) de l'état-major général.
Une fois les circuits de l'Enigma reconstitués par Marian Rejewski (décembre 1932), AVA fabrique des copies d'Enigma et tout l'équipement électromécanique requis par le décryptage des chiffres allemands, domaine où  les Polonais sont précurseurs. AVA fabrique également une machine à chiffrer, la Lacida, d'après les spécifications du Biuro Szyfrów.
Fin septembre 1939, Fokczyński passe en France, avec ses camarades du Biuro Szyfrów et de l'AVA. La guerre continue, au PC Bruno, puis au Centre Cadix.
Après l'invasion de la zone libre, les Polonais cherchent à passer en Espagne. Dans la nuit du 10 au 11 mars 1943, Gwido Langer, Maksymilian Ciężki, Antoni Palluth, Gaca et Fokczyński sont arrêtés près de  Perpignan. Palluth  et Fokczyński sont mis au camp d'Oranienbourg-Sachsenhausen. Palluth est tué par un bombardement ; Fokczyński meurt d'épuisement.